# Epacanthaclisis samarkandica
Epacanthaclisis samarkandica is een insect uit de familie van de mierenleeuwen (Myrmeleontidae), die tot de orde netvleugeligen (Neuroptera) behoort. 
Epacanthaclisis samarkandica is voor het eerst wetenschappelijk beschreven door Krivokhatsky in 1998.